# Georges Boyer
Georges Boyer (* 27. Oktober 1896 in Toulouse; † 22. Januar 1960) war ein französischer Rechtshistoriker.
Er war Schüler des Assyriologen Jean-Vincent Scheil und war in Frankreich der erste assyriologisch vorgebildete Rechtshistoriker.

## Veröffentlichungen (Auswahl)
- Contribution à l’histoire juridique de la lère dynastie babylonienne. Geuthner, Paris 1928
- Recherches historiques sur la résolution des contrats (origines de l’article 1184 C. Civ.). Presses Universitaires de France, Paris 1924
- Textes juridiques. Archives royales de Mari 8. Geuthner, Paris 1958
- Mélanges d’histoire du droit occidentale. Sirey, Paris 1962 (gesammelte kleine Schriften, S. 32–36 Schriftenverzeichnis)
- Mélanges d’histoire du droit oriental. Sirey, Paris 1965